# ハイ・ライフ (2009年の映画)
『ハイ・ライフ』（原題: High Life）は、2009年のカナダの犯罪コメディ映画である。監督はゲイリー・イェーツ、主演はティモシー・オリファント、スティーヴン・エリック・マッキンタイア、ジョー・アンダーソン、ロッシフ・サザーランド。リー・マクドゥーガルによる同名の戯曲に基づいている。第59回ベルリン国際映画祭のパノラマ部門でプレミア上映された。

## キャスト
- ティモシー・オリファント - ディック
- スティーヴン・エリック・マッキンタイア - バグ
- ジョー・アンダーソン - ドニー
- ロッシフ・サザーランド - ビリー

## 上映
2009年2月7日、第59回ベルリン国際映画祭のパノラマ部門でプレミア上映された。カナダでは2010年1月15日に一般公開された。

## 評価
Rotten Tomatoesには5件の批評家レビューがあり、支持率は80%、平均値は6.55/10点となっている。
『バラエティ』のデレク・エリーは「ゲイリー・イェーツの2本目の監督作品『Niagara Motel』は期待はずれの出来であったが、本作は2004年のデビュー作品『Seven Times Lucky』と同じく、独創性と脚本上の厳密さを持っている」と指摘した。『グローブ・アンド・メール』のスティーヴン・コールは、「意外で巧妙な華々しさに満ちている」と評し、本作に4点満点の3点を与えた。

## 受賞
- 2009年 - カルガリー国際映画祭（英語版） - 最優秀カナダ長編映画[8]
- 2009年 - カナダ映画監督協会（英語版） - 長編映画部門 最優秀編集賞（ジェフ・ウォーレン）[9]

## 関連文献
- Sumi, Glenn (2010年1月12日). “High Life”. Now. 2019年4月22日閲覧。
- Bell, Robert (2010年1月14日). “High Life”. Exclaim!. 2019年4月22日閲覧。